# Chiesa di San Giovanni da Capestrano (Monaco di Baviera)
San Giovanni da Capestrano è una chiesa cattolica a Monaco di Baviera nel quartiere di Bogenhausen nella Gotthelfstraße. La chiesa, con un'insolita forma circolare, fu costruita nel 1960 dall'architetto Sep Ruf, che costruì anche la casa parrocchiale, la biblioteca della chiesa e il parco adiacente.

## Galleria d'immagini

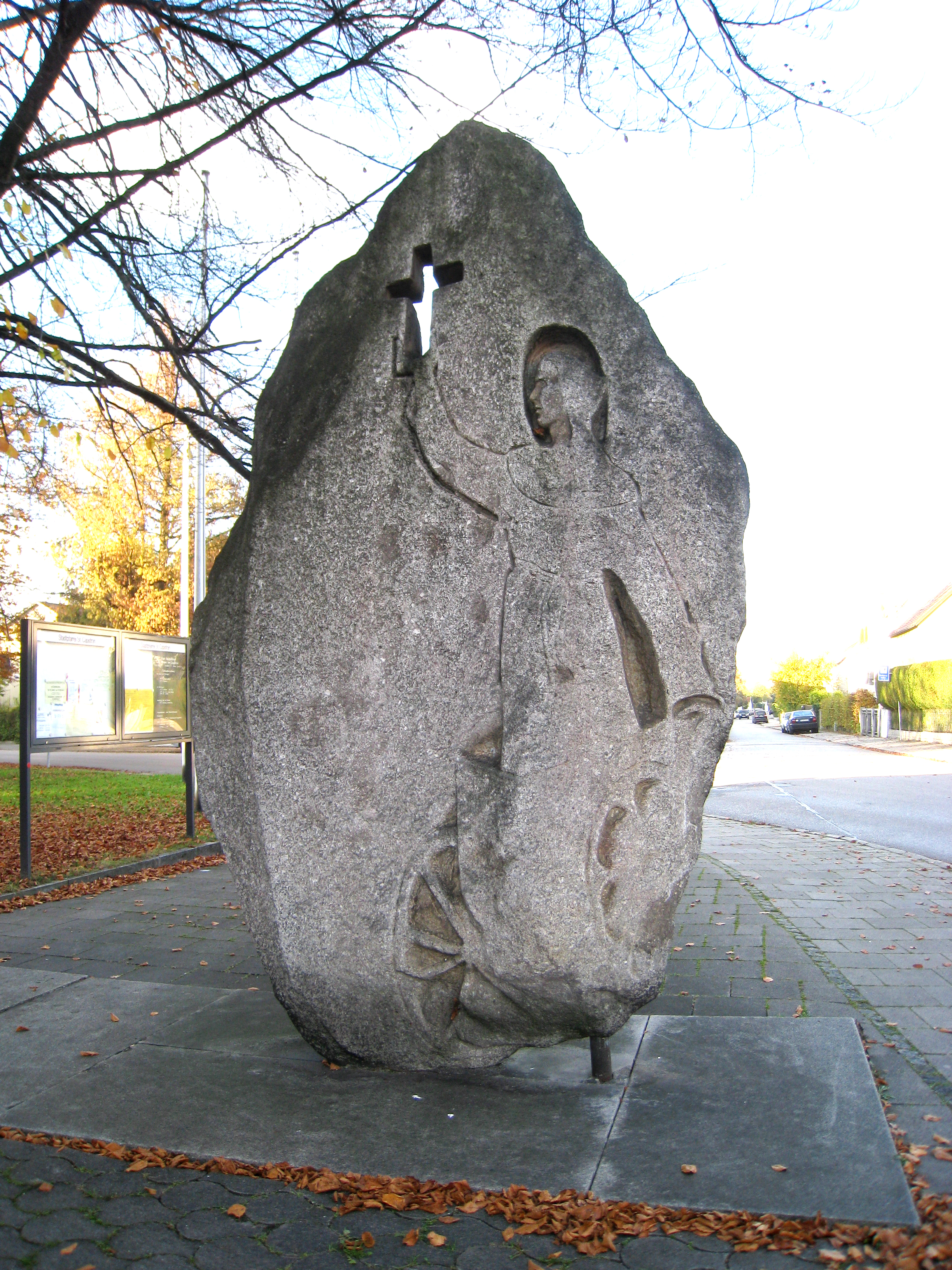
Monumenteo di San Giovanni da Capestrano davanti alla chiesa creata da Josef Henselmann
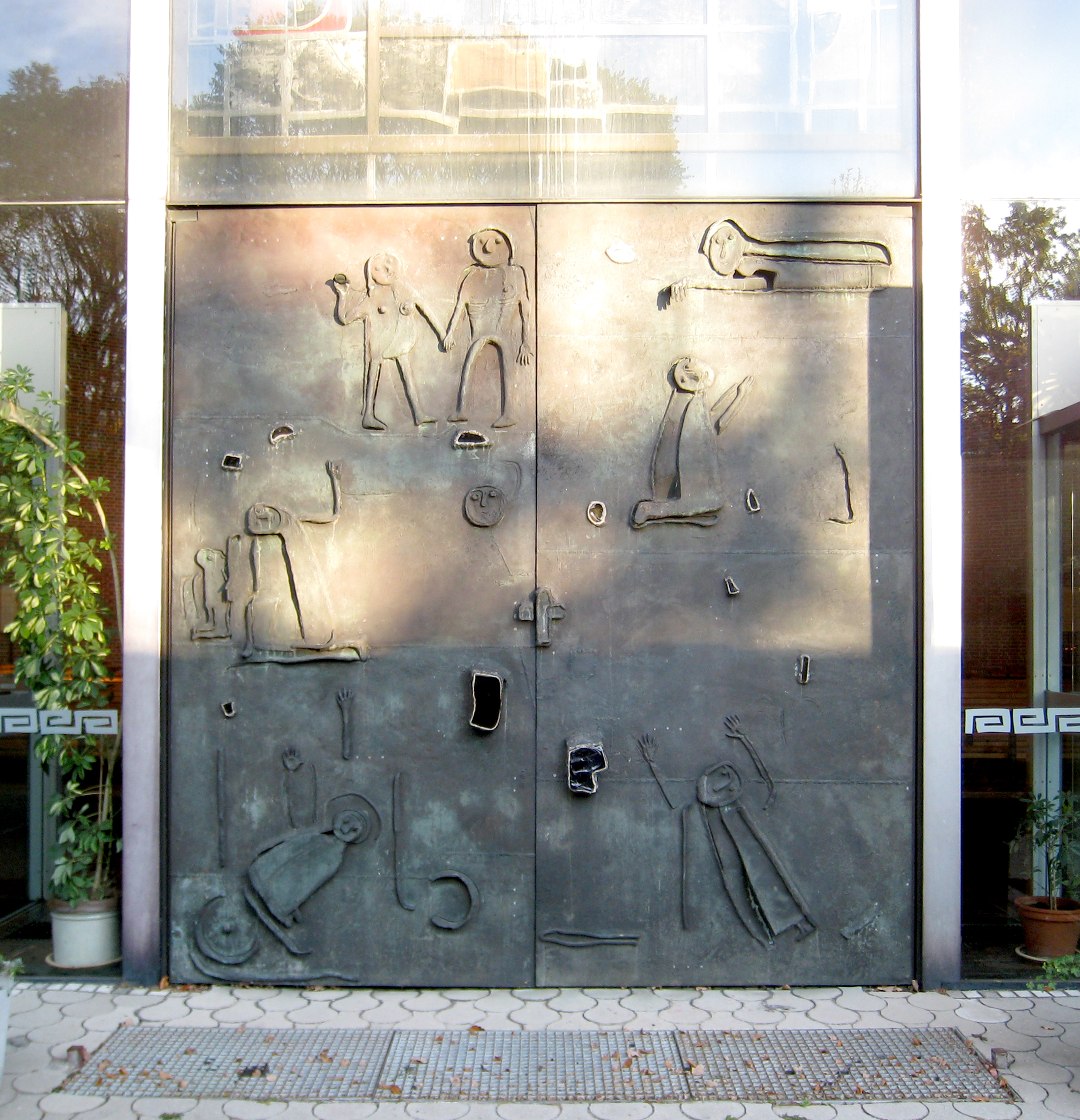
Ingresso della chiesa